# Ecphylus striatus
Ecphylus striatus är en stekelart som beskrevs av Marsh 2002. Ecphylus striatus ingår i släktet Ecphylus och familjen bracksteklar. Inga underarter finns listade i Catalogue of Life.